# Pseudopolydora primigenia
Pseudopolydora primigenia är en ringmaskart som beskrevs av Blake 1983. Pseudopolydora primigenia ingår i släktet Pseudopolydora och familjen Spionidae. Inga underarter finns listade i Catalogue of Life.